# Nederlands kampioenschap schaatsen sprint 1972
Het Nederlands kampioenschap sprint 1972 (voor mannen) was de derde editie van dit schaatsevenement dat over de sprintvierkamp (2x 500, 2x 1000 meter) werd verreden. Het vond plaats in het weekend van 8 en 9 januari op de onoverdekte ijsbaan in het IJsselstadion in Deventer, tegelijkertijd met de Nederlandse kampioenschappen schaatsen allround 1972 (voor mannen en vrouwen).
Er namen zes deelnemers aan deel. Jan Bazen en Marten Hoekstra werden voor het derde opeenvolgende jaar eerste en tweede. Debutant Anne Brouwer behaalde de derde plaats in de eindrangschikking.
De sprinters Bazen en Jos Valentijn werden samen met de allrounders Jan Bols en Ard Schenk (dit weekend niet in actie gekomen) aangewezen om deel te nemen aan de Wereldkampioenschappen schaatsen sprint 1972 in het onoverdekte Isstadion in Eskilstuna, Zweden.

## Uitslagen
Afstandmedailles
| Afstand  | 1e            | 2e              | 3e              |
| -------- | ------------- | --------------- | --------------- |
| 1e 500m  | Jan Bazen     | Jos Valentijn   | Marten Hoekstra |
| 1e 1000m | Jos Valentijn | Jan Bazen       | Marten Hoekstra |
| 2e 500m  | Jan Bazen     | Jos Valentijn   | Gerard Demkes   |
| 2e 1000m | Jan Bazen     | Marten Hoekstra | Anne Brouwer    |

Eindklassement
| Rang   | Schaatser       | Punten     | 500m      | 1000m          | 500m         | 1000m          |
| ------ | --------------- | ---------- | --------- | -------------- | ------------ | -------------- |
| Goud   | Jan Bazen       | 165.890 BR | 41,37 (1) | 1.24,26 (2)    | 40,65 (1) CR | 1.23,48 (1) BR |
| Zilver | Marten Hoekstra | 169.020    | 41,99 (3) | 1.26,38 (3)    | 41,64 (4)    | 1.24,40 (2)    |
| Brons  | Anne Brouwer    | 171.925 PR | 42,77 (6) | 1.27,84 (4)    | 41,97 (5)    | 1.26,53 (3) PR |
| 4      | Gerard Demkes   | 171.955    | 42,53 (4) | 1.29,10 (6)    | 41,58 (3)    | 1.26,59 (4)    |
| 5      | Johnny Olof     | 172.460    | 42,66 (5) | 1.27,84 (5)    | 42,05 (6)    | 1.27,66 (5)    |
| 6      | Jos Valentijn   | 223.090    | 41,96 (2) | 1.23,64 (1) BR | 41,02 (2)    | 3.17,12 (6) *  |

BR = baanrecord
CR = kampioenschapsrecord
PR = persoonlijk record
* met val